# Framapad
Framapad est un service en ligne de traitement de texte (une sorte de Word ou Writer très simplifié), et de travail collaboratif (proche de Google Drive), reposant sur l'application libre EtherPad, reconnu dans l'éducation comme outil permettant la production à plusieurs.

## Caractéristiques
Chaque participant est identifié par une couleur et un pseudonyme (modifiables). L'enregistrement s'effectue en temps réel. Il ne nécessite pas d'inscription et il est possible d'importer ou d'exporter son document en plusieurs formats (TXT, HTML, ODF, PDF), tout comme l'affichage complet de l'historique de chaque modification du document depuis sa création. Il suffit d’envoyer l’adresse URL du document à un contact pour que celui-ci puisse travailler le même texte en temps réel.
Les données et modifications sont automatiquement sauvegardées, instantanément visibles sur tous les navigateurs affichant la page. Le nombre d'intervenants simultanés possible est théoriquement illimité. 
Dans ce contexte, le pad désigne une page d'édition de cet outil. Le pad a une durée de vie par défaut d'un mois après la dernière édition, mais son créateur peut choisir d'autres durées (dont « un an » ou « illimité »). Une fonction permet de le diffuser à certains lecteurs en « lecture seule », et comme dans la plupart des wikis, il est possible de restaurer une ancienne version à partir de l'historique du pad.
Fin 2011, face au succès de l'outil, Framasoft peine à maintenir ce service, mais est aidée en cela par Bearstech qui aide gratuitement et librement Framasoft. En octobre 2012, près de 50 000 pads privés sont hébergés, et un doublement annuel du service doit être envisagé ; Framasoft utilise donc une nouvelle version logicielle d'Etherpad, entièrement réécrite et bien plus légère. Elle permet notamment de supprimer la limite des 12 personnes et d'exporter ses pads, avec aussi d'autres avantages mais en supprimant les « comptes privés ». Framasoft lance alors un financement participatif pour payer le développement d'un plugin « groupes privés » qui fonctionne. Une nouvelle fonctionnalité, MyPads, est donc conçue en 2014 et début 2015 (projet annoncé pour février 2015 pour permettre la gestion de groupes et de pads privés).
Un plugin fonctionnel est alors produit qui aboutit en septembre 2015 à la fermeture de l'ancienne version d'Etherpad. Les anciens pads privés peuvent être transférés par leurs auteurs dans la nouvelle version sur un nouveau compte qu'ils peuvent créer sur mypads.framapad.org.
Puis, pour faire face à la charge d'activité à l'époque du confinement[réf. souhaitée], une seconde instance est créée sous le nom de mypads2. Un compte créé dans une instance ne permet pas d'accéder aux documents situés dans l'autre mais il est possible d'avoir un compte dans chacune de ces instances.

### Lien
- framapad.org